# Приймак Владислав Андрійович
Владислав Андрійович Приймак (нар. 30 серпня 1996, Сімферополь) — український футболіст, центральний захисник київської «Оболоні».

## Клубна кар'єра
Футболом почав займатися в Івано-Франківську, куди сім'я переїхала з Сімферополя, коли Владиславу було 6 років. Перший тренер — Гогіль Ігор Михайлович.
В ДЮФЛ виступав за івано-франківське «Прикарпаття», а після розформування клубу недовго пограв в чемпіонаті області за ФК «Галич».
З початку сезону 2012/13 грав у ДЮФЛ за «Динамо» (Київ). З наступного сезону був включений у структуру клубу і став виступати за юнацькі команди. У чемпіонаті України серед юнацьких команд дебютував 7 серпня 2013 року у матчі проти одеського «Чорноморця» (2:1). Всього провів у складі «біло-синіх» два сезони, але виступав виключно за юнацьку та молодіжну команду. 
З 2015 року знову став грати у чемпіонаті області за «Ніку-Івано-Франківськ», а з наступного року став гравцем франківського «Прикарпаття», у складі якого у 2016 році і дебютував на дорослому рівні, зігравши за півтора сезони 43 матчі у Другій лізі, забивши 5 голів.
На початку 2018 року перейшов у клуб вищого дивізіону «Верес», у складі якого 11 березня дебютував у Прем'єр-лізі в матчі проти «Динамо» (Київ), вийшовши на заміну на 87 хвилині замість Артура Западні. Після завершення сезону «Верес» злився зі «Львовом», де і продовжили виступати більшість гравців, в тому числі і Приймак. У львівській команді провів наступні два сезони, зігравши у 46 іграх і в липні 2020 року покинув клуб.
У вересні 2020 року підписав угоду з першоліговою «Волинню».